# Psychologie criminologique
La psychologie criminologique est une sous-discipline de la psychologie.
La psychologie criminologique, psychologie criminelle, ou encore psychocriminologie sont trois expressions utilisées pour un domaine de recherche commun à la psychologie et à la criminologie, prenant comme objet d'étude le fonctionnement du sujet auteur et victime d'infractions pénales mais aussi des fonctionnements anthropologiques et psychologiques des groupes. Les thématiques sont plurielles : la délinquance juvénile, les violences conjugales, les maltraitances infantiles, les homicides, les meurtres, l'inceste et les agressions sexuelles, la délinquance financière ou économique, le harcèlement. Dans l'Union européenne, au Canada et aux États-Unis, elle est une branche de la « psychologie légale », qui couvre  toutes les interventions des psychologues dans le champ judiciaire. Une part importante de la psychologie criminologique, peu développée en France, est la psychologie du témoignage. La psychologie du crime s'intéresse à l'ensemble des écarts à la loi, l'ensemble des écarts aux codes. Il en est ainsi autant de l'injure, des incivilités, des violences, des maltraitances, des actes délinquants, du crime de sang, des crimes de guerre, des crimes sexuels. La psychologie criminologique analyse le rapport du sujet auteur avec les éléments de l'environnement, de la scène criminelle, mais aussi le rapport de l'auteur à la victime, l'un construisant l'autre dialectiquement.
L'autre versant essentiel de la psychocriminologie est la victimologie. Pour sa part, la criminologie est l'étude du fait criminel.
Différentes expressions coexistent, et peuvent représenter des approches sensiblement différentes: criminologie, psychocriminologie, psychologie criminelle, psychologie criminologique, psychologie judiciaire, psychologie du crime, psychologie des violences. La psychologie criminologique peut se penser dans la psychologie clinique mais aussi en psychologie sociale et cognitive. Les méthodes de la psychologie criminologiques qui caractérisent son approche se fondent sur les savoirs cliniques. Elles prennent aussi en compte les savoirs d'autres champs disciplinaires comme le droit, la sociologie, l'anthropologie.
Le psychocriminologue travaille dans l'intersection dialectisée du droit, c'est-à-dire des écarts des personnes aux normes et aux valeurs, et des élaborations psychiques singulières avec la culpabilité psychologique, la honte, les dynamiques de passage à l'acte, la construction subjective de sens. La caractéristique de la psychocriminologie est l'interdisciplinarité et la pluridisciplinarité des connaissances convoquées. En conséquence, il est apprécié dans différents secteurs d'emploi.

## Formation
En France, trois masters professionnels sont ouverts sur le champ disciplinaire de la psychologie : celui de Rennes dirigé par les universitaires Bernard Gaillard et Loïck Villerbu, celui de Grenoble et celui de Poitiers. Le premier a été ouvert en 1999 comme DESS Cliniques criminologiques.
Proposé par l'Université Rennes 2, département de psychologie, la plaquette du master 2 proposait en 2004 la présentation suivante:
Objectifs : Le spécialité vise à former à la capacité d’exercer la profession essentiellement de psychologue clinicien,  spécialisé, au carrefour des champs juridiques, médicaux, sociaux, traitant autant des questions autour de l’agresseur, de la victime que des acteurs institutionnels confrontés problèmes  des violences ; prise en charge de situations de crises (spécialité traumatismes, clinique des interventions d’urgence, de crises, humanitaires…,) ; étude psychopathologique et psycho sociologiques des conduites et des milieux criminels et victimogènes, expertises judiciaires, cliniques thérapeutiques et éducatives à propos de situations criminelles ou violentes). L’accent est porté sur la pratique de l’analyse clinique des situations et des personnes, sur le développement des capacités à l’analyse des pratiques institutionnelles, de connaissance des activités et des règles d’organisation des milieux concernés, sur l’étude des protocoles d’intervention lors des situations de crises, et sur les fonctions expertales. Les champs traités relèvent :
- des violences domestiques, familiales, scolaires, institutionnelles, professionnelles y compris le stress, le harcèlement, les violences sectaires, le terrorisme, les violences conjugales…
- des situations criminelles contemporaines, des violences ponctuelles, sérielles y compris la criminalité sérielle, sous l’axe dangerosité/vulnérabilité.
Compétences visées : 1 ) La Professionnalisation par la prise en compte du milieu et des personnes concernées. :  la prise en compte de la réalité de l’engagement professionnel à partir de stages et l’organisation de groupes d’évaluation et de réflexion sur ces stages ; la confrontation avec les diverses modalités actuelles d’intervention psychologique,,psychothérapique, éducatives spécialisées en fonction des références et des milieux psychologiques spécifiques. Le souci d’articulation de l’enseignement et de l’organisation pédagogique avec l’expérience professionnelle des praticiens.
2)  Analyse des transformations professionnelles par : l’élargissement du champ d’application des pratiques psychologiques cliniques en fonction de l’analyse des demandes émanant du champ social ; le repérage et la mise en forme des éléments cliniques susceptibles de susciter l’ouverture de questions théoriques et la formulation d’hypothèses de recherches de terrain ; la mise en place de structures de collaboration entre formateurs universitaires, praticiens psychologues français et étrangers, et autres chercheurs disciplinaires..
En 2024, c'est Sylvain Delouvée qui dirige ce master. Parmi les différentes UF, il est proposé des enseignements en  psychocriminologie clinique; Approches pluridisciplinaires en psychocriminologie avec crime et société: Politique Pénale, Démographie, Sociologie, Procédure, pénologie.
A l'Université de Grenoble-Alpes, en 2024, le master parcours clinique psychocriminologie est dirigé par Valérie Moulin. Ses objectifs sont de former des psychologues cliniciens spécialisés dans l’évaluation, la prise en charge et la prévention dans le champ criminologique et victimologique.
La formation vise à donner une bonne connaissance psychologique et juridique pour intervenir dans un secteur particulier auprès des délinquants et des criminels, des victimes et de leurs familles, mais aussi, en fonction des recherches réalisées dans ces domaines, à la prévention nécessaire auprès des enfants et des adolescents.
A l'issue de la formation, les étudiants sont capables :
D’utiliser des connaissances théoriques et pratiques dans le champ d’intervention criminologique et victimologique
De mener un entretien clinique adapté à la personne, au contexte médico-légal et à la demande
De réaliser des évaluations grâce à des outils psychométriques et tests validés pour la rédaction d’un bilan psychologique, d’en effectuer la restitution à la personne et le cas échéant aux parents ou responsables
D’évaluer la dangerosité des agresseurs, les atteintes traumatiques des victimes
De mettre en œuvre une prise en charge psychologique appropriée
De participer à l’animation et la formation des équipes éducatives, thérapeutiques et des familles
De réaliser des actions de prévention et d’en évaluer l’efficacité.
A l'Université de Poitiers en 2024, le parcours Criminologie et Victimologie du Master de psychologie "forme des psychologues cliniciens et des chercheurs d'orientation psychanalytique, spécialistes de la souffrance psychique et psychopathologique,  susceptibles d'exercer avec un public de tout âge, selon une démarche et des outils cliniques spécifiques.  IL est mutualisé avec le Parcours  Criminologie–Victimologie du master de Droit Pénal et Sciences Criminelles et soutenu par l’UFR de médecine.  Il est adossé pour la recherche au CAPS, composante RPpsy Poitiers. Il intègre les dernières recherches et pratiques en criminologie et victimologie dans une perspective pluridisciplinaire. Il forme à la clinique psychanalytique en privilégiant les dimensions de la subjectivation, des liens familiaux et des thématiques propres au juridique et au pénitentiaire".
Il existe d'autres masters prenant en compte la criminologie et la victimologie. C'est le cas à Grenoble avec le master mention Droit pénal et sciences criminelles, diplôme national de niveau bac + 5 délivré à la suite d’une formation de deux ans proposée à Grenoble, en formation initiale et continue. A l'Université de Rennes, en 2024, il existe Master mention Santé publique, parcours Criminologie destiné à permettre aux étudiants en sciences de la santé et en sciences humaines d’acquérir des compétences spécialisées et de construire une culture commune autour du phénomène criminel. Ce parcours permet d’accéder à des postes variés :
- professionnels de santé : médecin légiste, psychiatre, pédiatre ;
- psychologues spécialisés dans la prise en charge des victimes et auteurs d’infractions
- professionnels du droit : magistrats, avocats, personnels de l’administration pénitentiaire (service pénitentiaire d’insertion et de probation), associations de victimes, bureaux d’aides aux victimes auprès des tribunaux…

Il existe aussi des certificats de Sciences criminelles dans les facultés de droit, des diplômes d'Université comme celui du service Formation Permanente de l'Université Paris 8 à saint-Denis. A l'Université de Lille, il existe un DU Méthodes psychologiques en criminologie et psychopathologie criminelle. Il a a pour objectif de permettre à des psychologues, des juristes, des professionnels de la justice ou de la gendarmerie qui souhaitent exercer ou qui exercent déjà dans le domaine de la criminalité, d’acquérir des compétences affirmées et hautement spécialisées dans le domaine de la criminologie et de la psychopathologie criminelle. Ce DU vise à donner des connaissances théoriques en lien avec des situations criminelles, qu’elles soient contextuelles, sociales, ou spatiales, portant sur le profil psychologique de l’agresseur et de la victime, ainsi que sur une analyse très fine des scènes de crimes ou de l’acte criminel et de la logique qui peut le sous tendre.
A l'Université de Bordeaux, les enseignements du Certificat de sciences criminelles sont dits particulièrement utiles à ceux qui se destinent aux professions judiciaires (magistrats, avocats), de la police, de la gendarmerie, aux métiers de la police scientifique et technique, à la médecine légale, aux métiers de l'administration pénitentiaire ou de la protection judiciaire de la jeunesse
Plusieurs instituts de psychologie criminologique existent dans le monde : Institut de criminologie et sciences humaines de Rennes, Montréal, Lausanne, Louvain. Pour sa part, il y a l’Institut de Criminologie de Paris qui est le plus vieil institut de criminologie de France.